# Stadtbahn Kiel
Die Stadtbahn Kiel ist ein in Planung befindliches Straßen- bzw. Stadtbahn-System in der schleswig-holsteinischen Landeshauptstadt Kiel. Das Kernnetz besteht aus vier Durchmesserlinien, die ausgehend vom Hauptbahnhof und der Innenstadt fünf wichtige Verkehrskorridore in Richtung der Stadtteile Wik, Neumühlen-Dietrichsdorf, Elmschenhagen, Mettenhof und Suchsdorf erschließen.
Nach einem vorausgegangenen mehrjährigen Prüf-, Planungs- und Beteiligungsprozess stimmte die Kieler Ratsversammlung am 17. November 2022 mit den Stimmen der Fraktionen von SPD, CDU, Grünen, Linken, FDP, SSW und den Stimmen der zwei fraktionslosen Ratsmitglieder für die Verfolgung des Projekts. Die Entwurfs- und Genehmigungsplanung wurde 2025 eingeleitet, Baubeginn ist für 2030 und die Inbetriebnahme der ersten Ausbaustufe für 2034 vorgesehen.
Bereits von 1881 bis 1985 gab es in Kiel eine Straßenbahn. Nach deren Stilllegung wurde im Rahmen des Projekts StadtRegionalBahn Kiel die Einführung eines Tram-Train-Systems in der Region Kiel untersucht, jedoch aufgrund unterschiedlicher verkehrspolitischer Prioritäten in der Stadt und den von der Planung berührten Kreisen nicht weiterverfolgt. Zur Ergänzung der Stadtbahn ist das Projekt S-Bahn Kiel vorgesehen.

## Strecken- und Liniennetz

### Kernnetz

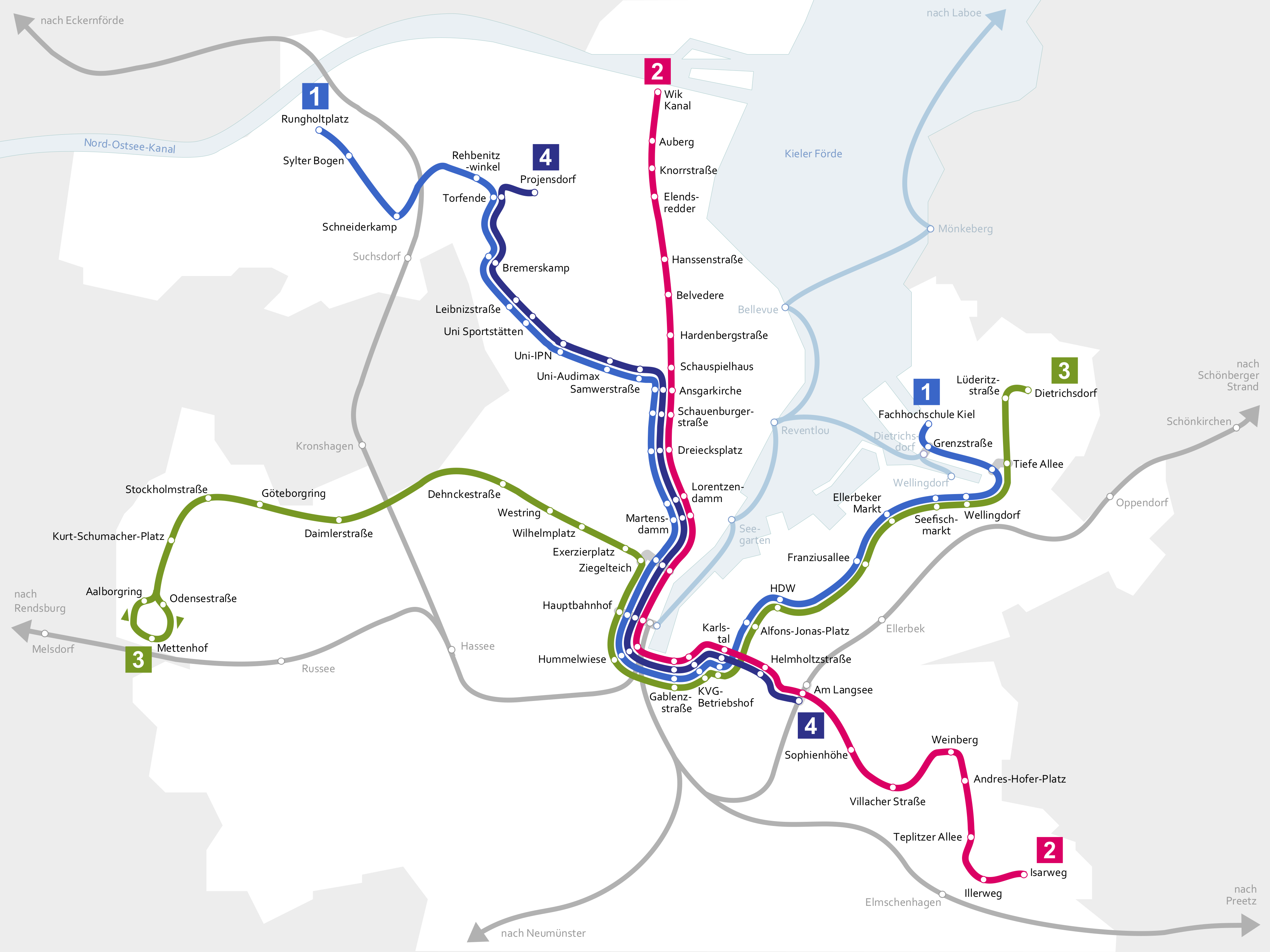
Liniennetz (Kernnetz) in topografischer Darstellung

Das geplante Kernnetz umfasst eine Streckenlänge von 35,8 km und liegt vollständig auf Kieler Stadtgebiet. Es sind vier Linien vorgesehen. Kernstück ist eine Innenstadtstrecke zwischen Andreas-Gayk-Straße/Ziegelteich, Hauptbahnhof und Karlstal, die von allen Linien befahren wird. In diese Stammstrecke münden westlich der Förde durch vier und östlich davon drei Streckenäste. Dieses im Fahrgastbetrieb bediente Streckennetz hat eine Länge von 34,7 km und erschließt neben der Innenstadt und zahlreichen Wohnlagen auch zentrale Einrichtungen wie die Universität, die Fachhochschule und die Ostseehalle. Zum Fahrgastnetz kommt eine rund 1,1 km lange Betriebsstrecke hinzu, die östlich der geplanten Haltestelle Gablenzstraße aus der Stammstrecke ausfädelt und über die Werft- und Sörensenstraße in südliche Richtung führt, die B 76 kreuzt und den Standort des geplanten Betriebshofs der Stadtbahn im Bereich der nördlichen Diedrichstraße erreicht.
Das Netz wurde auf Grundlage der im Rahmen einer 2019 fertiggestellten sog. Mobilitäts-Grundlagenstudie identifizierten fünf Verkehrskorridore entwickelt, die ausgehend von der Innenstadt die Achsenräume in Richtung Norden/Wik (Linie 2), Nordosten/Neumühlen-Dietrichsdorf (Linien 1 und 3), Südosten/Elmschenhagen (Linie 2), Westen/Mettenhof (Linie 3) und Nordwesten/Suchsdorf (Linien 1 und 4) erschließen und die jeweils über ein ausreichend großes Nachfragepotenzial für eine Stadtbahn verfügen. Diese fünf Korridore bzw. die durch die Stadtbahn zu bedienenden Strecken weisen entsprechend heute in weiten Teilen dichte bis sehr dichte Bustaktungen auf. Mit Ausnahme der Südoststrecke nach Elmschenhagen und der kurzen Äste zur Fachhochschule und nach Projensdorf waren zudem alle Strecken mit weitgehend identischem Verlauf bereits Teil der bis 2015 verfolgten Planungen für die StadtRegionalBahn Kiel.
Alle Linien sollen an Werktagen (außer samstags) während der Haupt- und Nebenverkehrszeit im 10-Minuten-Takt verkehren, sodass sich auf der innerstädtischen Stammstrecke ein durchschnittlicher Takt von 2½ Minuten ergäbe. Außerhalb dieser Zeit ist ein 15-Minuten-Takt vorgesehen.
| Linie | Start – Ziel                        | Haltestellen | Länge   |
| ----- | ----------------------------------- | --- | ------- |
| 1     | Rungholtplatz – Fachhochschule Kiel | Rungholtplatz – Sylter Bogen – Schneiderkamp – Rehbenitzwinkel – Torfende – Bremerskamp – Leibnizstraße – Uni-Sportstätten – Uni-IPN – Uni-Audimax – Samwerstraße – Ansgarkirche – Schauenburgerstraße – Dreiecksplatz – Lorentzendamm – Martensdamm – Andreas-Gayk-Straße – Hauptbahnhof – Hummelwiese – Gablenzstraße – KVG-Betriebshof – Karlstal – Alfons-Jonas-Platz – HDW – Franziusallee – Ellerbeker Markt – Seefischmarkt – Wellingdorf – Tiefe Allee – Grenzstraße – Fachhochschule Kiel | 15,7 km |
| 2     | Wik – Isarweg                       | Wik – Auberg – Knorrstraße – Elendsredder – Hanssenstraße – Belvedere – Hardenbergstraße – Schauspielhaus – Ansgarkirche – Schauenburgerstraße – Dreiecksplatz – Lorentzendamm – Martensdamm – Andreas-Gayk-Straße – Hauptbahnhof – Hummelwiese – Gablenzstraße – KVG-Betriebshof – Karlstal – Helmholtzstraße – Am Langsee – Sophienhöhe – Villacher Straße – Weinberg – Andreas-Hofer-Platz – Teplitzer Allee – Illerweg – Isarweg                                                               | 13,2 km |
| 3     | Mettenhof – Dietrichsdorf           | Odensestraße – Mettenhof – Aalborgring – Kurt-Schumacher-Platz – Stockholmstraße – Göteborgring – Daimlerstraße – Dehnckestraße – Westring – Wilhelmplatz – Exerzierplatz – Ziegelteich – Hauptbahnhof – Hummelwiese – Gablenzstraße – KVG-Betriebshof – Karlstal – Alfons-Jonas-Platz – HDW – Franziusallee – Ellerbeker Markt – Seefischmarkt – Wellingdorf – Tiefe Allee – Lüderitzstraße – Dietrichsdorf                                                                                       | 15,6 km |
| 4     | Projensdorf – Am Langsee            | Projensdorf – Torfende – Bremerskamp – Leibnizstraße – Uni-Sportstätten – Uni-IPN – Uni-Audimax – Samwerstraße – Ansgarkirche – Schauenburgerstraße – Dreiecksplatz – Lorentzendamm – Martensdamm – Andreas-Gayk-Straße – Hauptbahnhof – Hummelwiese – Gablenzstraße – KVG-Betriebshof – Karlstal – Helmholtzstraße – Am Langsee | 9,5 km  |

Die Haltestellennamen sind den Planunterlagen zu den Vorzugsvarianten der Infrastrukturplanung der einzelnen Streckenäste entnommen.

### Inbetriebnahmestufen

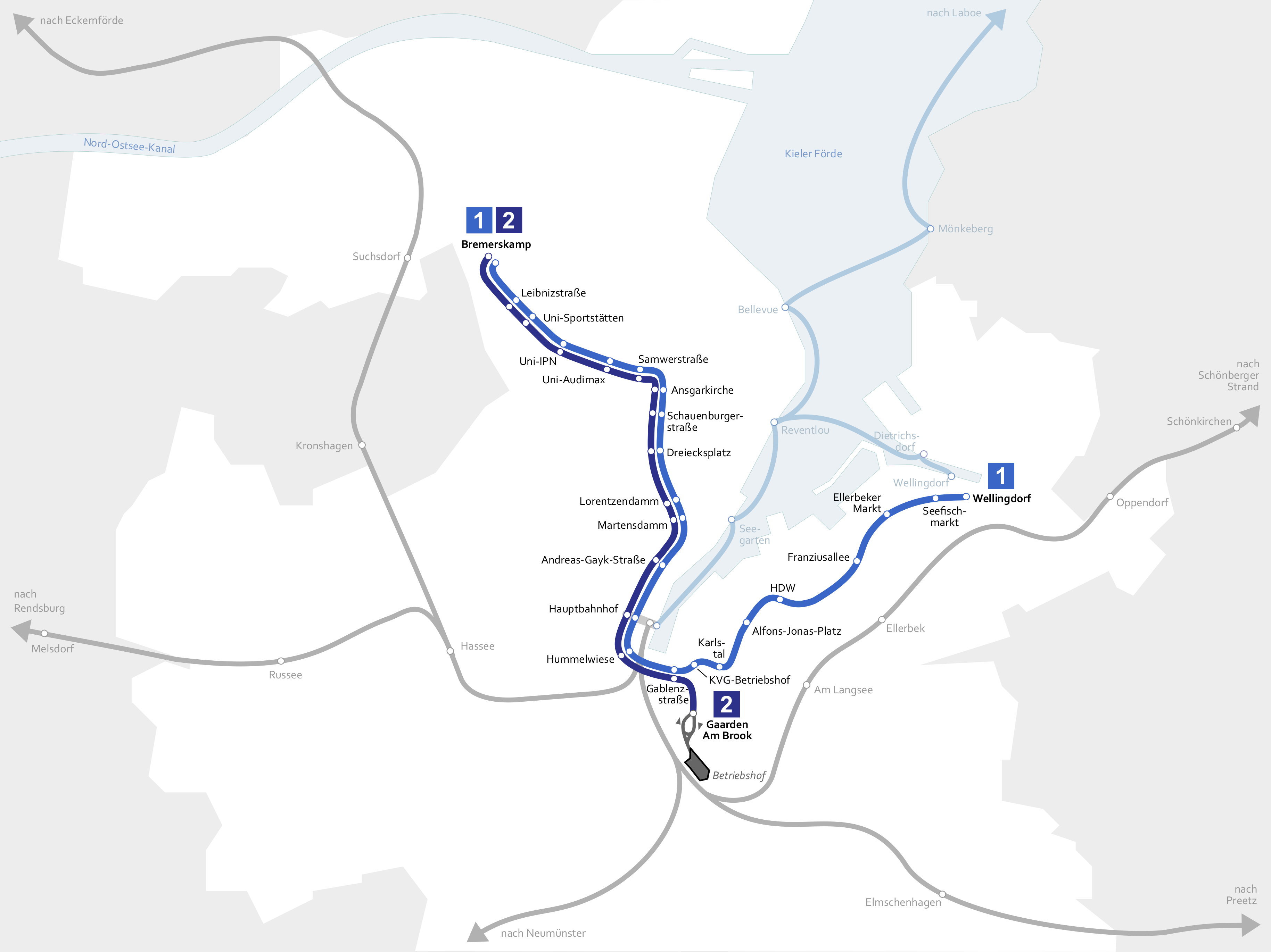
Liniennetz der ersten Inbetriebnahmestufe (IBS 1)

Die Trassenstudie sieht die Inbetriebnahme des Kernnetzes in drei Stufen vor, dabei sind die Inbetriebnahmestufen 2 und 3 flexibel in der Reihenfolge der Realisierung. Für die erste Inbetriebnahmestufe sind zwei Linien vorgesehen. Die Linie 1 (Länge 10,5 km) verkehrt von Bremerskamp bis nach Wellingdorf. Die Linie 2 (7,5 km, nicht identisch mit der Linie 2 des Kernnetzes) verdichtet das Angebot von Bremerskamp bis Gaarden und endet auf der Strecke zum Betriebshof in Gaarden Am Brook. In der Haupt- und Schwachverkehrszeit soll die Linie 1 alle 7,5 bzw. 15 Minuten, die Linie 2 alle 20 bzw. 30 Minuten verkehren.
| Stufe | Start – Ziel                                    | Haltestellen |
| ----- | ----------------------------------------------- | --- |
| 1     | Universität – Wellingdorf zzgl. Betriebsstrecke | Universität – Samwerstraße – Ansgarkirche – Schauenburgerstraße – Dreiecksplatz – Lorentzendamm – Martensdamm – Andreas-Gayk-Straße – Hauptbahnhof – Hummelwiese – Gablenzstraße – KVG-Betriebshof – Karlstal – Alfons-Jonas-Platz – HDW – Franziusallee – Ellerbeker Markt – Seefischmarkt – Wellingdorf |
| 2     | Ansgarkirche – Wik                              | Ansgarkirche – Schauspielhaus – Hardenbergstraße – Belvedere – Hanssenstraße – Elendsredder – Knorrstraße – Auberg – Wik |
| 2     | Ziegelteich (Andreas-Gayk-Straße) – Mettenhof   | Ziegelteich – Exerzierplatz – Wilhelmplatz – Westring – Dehnckestraße – Daimlerstraße – Göteborgring – Stockholmstraße – Kurt-Schumacher-Platz – Odensestraße – Mettenhof – Aalborgring |
| 3     | Universität – Rungholtplatz                     | Universität – Uni-IPN – Uni-Sportstätten – Leibnizstraße – Bremerskamp – Torfende – Rehbenitzwinkel – Schneiderkamp – Sylter Bogen – Rungholtplatz |
| 3     | Wellingdorf – Fachhochschule Kiel               | Wellingdorf – Tiefe Allee – Grenzstraße – Fachhochschule Kiel |
| 3     | Karlstal – Isarweg                              | Karlstal – Helmholtzstraße – Am Langsee – Sophienhöhe – Villacher Straße – Weinberg – Andreas-Hofer-Platz – Teplitzer Allee – Illerweg – Isarweg |
| 3     | Tiefe Allee – Dietrichsdorf                     | Tiefe Allee – Lüderitzstraße – Dietrichsdorf |
| 3     | Torfende – Projensdorf                          | Torfende – Projensdorf |

### Erweiterungen
Im Rahmen der Trassenstudie wurde eine Reihe möglicher Erweiterungsvorhaben des Kernnetzes identifiziert, deren weitere Prüfung empfohlen wird. Die Studie differenziert dabei zwischen Strecken, die aufgrund bereits bestehender verkehrlicher Potenziale verfolgt werden könnten, und solchen Strecken, die in Abhängigkeit von der weiteren städtebaulichen Entwicklung im Trassenumfeld künftig von Interesse sein könnten und die bei anderen Planverfahren und Bauvorhaben freizuhalten wären.
Für die Realisierung gruppiert die Trassenstudie die einzelnen Strecken in sog. Bausteine. Mit den skizzierten Erweiterungen würden unter anderem das Universitätsklinikum (Baustein A, teilweise B), das Regierungsviertel am Westufer der Förde mit dem Landtag und verschiedenen Ministerien (Baustein B) und das Olympiazentrum Schilksee (Baustein D) an das Stadtbahnnetz angebunden und wichtige Redundanzen (Bausteine A, B in Verbindung mit E, G) geschaffen, die zur Entlastung der Strecken des Zielnetzes und zur Steigerung der Betriebsstabilität und -flexibilität etwa bei Streckensperrungen beitrügen.
| Korridor          | Bewertung                                                                                | Baustein | Verlauf | Anmerkungen |
| ----------------- | ---------------------------------------------------------------------------------------- | -------- | --- | --- |
| Brunswiker Straße | bereits heute hohes Gesamtpotenzial (→Weiterverfolgung)                                  | A        | Abzweig von der Andreas-Gayk-Straße entlang der Straßen Wall, Prinzengarten, Schlossgarten und Brunswiker Straße bis zur Haltestelle Dreiecksplatz | Falls Baustein B vor Baustein A realisiert würde, verkürzte sich dieser auf den Abschnitt zwischen Prinzengarten und Dreiecksplatz |
| Kiellinie         | bereits heute hohes Gesamtpotenzial (→Weiterverfolgung)                                  | B        | Kiellinie: Abzweig von der Andreas-Gayk-Straße entlang der Straße Wall und der Kiellinie bis etwa zur Höhe der Staatskanzlei | Falls Baustein B vor Baustein A realisiert würde, verkürzte sich dieser auf den Abschnitt zwischen Prinzengarten und Dreiecksplatz |
| Kiellinie         | bereits heute hohes Gesamtpotenzial (→Weiterverfolgung)                                  | E        | Reventlou- und Beselerallee: Verbindung zwischen Kiellinie und der Haltestelle Ansgarkirche entlang der Reventlou- und Beselerallee | |
| Südfriedhof       | bereits heute hohes Gesamtpotenzial (→Weiterverfolgung)                                  | BG       | CITTI-PARK/Schulensee: Abzweig von der Haltestelle Exerzierplatz in südwestliche Richtung durch den Stadtteil Südfriedhof bis auf Höhe der B 76, wo sie sich in zwei Streckenäste aufteilt – einen in nördlicher Richtung zum Einkaufszentrum CITTI-PARK Kiel und einen in südlicher durch Hassee bis zum Nordufer des SchulenseesRingstraße: Verbindung zwischen Kirchhofallee und Sophienblatt entlang der Ringstraße | |
| Kieler Südwesten  | bereits heute hohes Gesamtpotenzial (→Weiterverfolgung)                                  | BG       | CITTI-PARK/Schulensee: Abzweig von der Haltestelle Exerzierplatz in südwestliche Richtung durch den Stadtteil Südfriedhof bis auf Höhe der B 76, wo sie sich in zwei Streckenäste aufteilt – einen in nördlicher Richtung zum Einkaufszentrum CITTI-PARK Kiel und einen in südlicher durch Hassee bis zum Nordufer des SchulenseesRingstraße: Verbindung zwischen Kirchhofallee und Sophienblatt entlang der Ringstraße | |
| Kieler Süden      | Weiterverfolgung abhängig von weiterer städtebaulicher Entwicklung (→Trassenfreihaltung) | C        | Vorzugsvariante: Verlängerung über die Betriebsstrecke zum Betriebshof durch Gaarden-Süd und Kronsburg und Nutzung des Industriegleis ins Gewerbegebiet Wellsee und dann weiter bis nach Meimersdorf | |
| Kieler Norden     | Weiterverfolgung abhängig von weiterer städtebaulicher Entwicklung (→Trassenfreihaltung) | D        | Abzweig von der Nordstrecke im Bereich der Haltestelle Auberg und Führung im Verlauf der Prinz-Heinrich-Straße (B 503) über den Nord-Ostsee-Kanal und weiter durch Holtenau, Friedrichsort (mit einem Streckenast bis ins Gewerbegebiet StrandOrt Kiel) und Pries bis nach Schilksee zum dortigen Olympiazentrum | |
| Suchsdorf West    | Weiterverfolgung abhängig von weiterer städtebaulicher Entwicklung (→Trassenfreihaltung) | F        | Abzweig von der Nordwesttrasse im Bereich der Haltestelle Schneiderkamp und Führung im Verlauf des Steenbeker Wegs bis zu dessen Ende im Bereich des Quartiersparks | |
| Kieler Südosten   | k. A.                                                                                    | G        | Poppenrade: Abzweig von der Südosttrasse in die Geschwister-Scholl-Straße bis auf Höhe des Hans-Geiger-Gymnasiums | |

Daneben wurden auch Verlängerungen nach Ellerbek und in die benachbarte Gemeinde Kronshagen untersucht, jedoch aufgrund ihres zu geringen Potenzials nicht zur weiteren Verfolgung empfohlen.

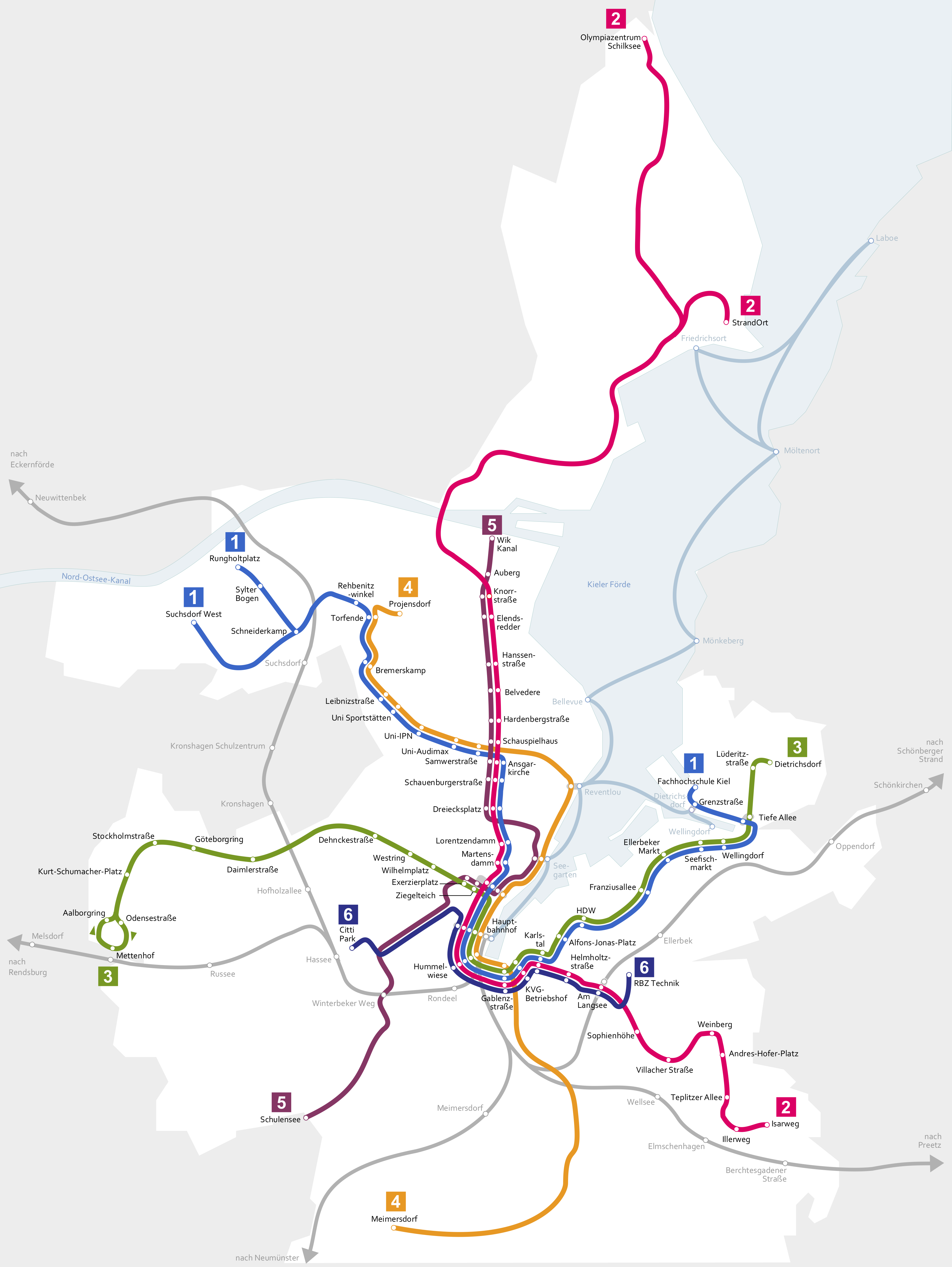
Liniennetz (Gesamtzielnetz) in topografischer Darstellung

Auf Grundlage der oben beschriebenen Strecken bzw. Korridore wurde ein mögliches künftiges Liniennetz mit insgesamt sechs Linien entwickelt, wobei die Linien 1 und 2 in ihren nördlichen Abschnitten jeweils über zwei Streckenäste verfügten:
| Linie | Start – Ziel                         | Verlauf | Länge   | Anmerkungen |
| ----- | ------------------------------------ | --- | ------- | --- |
| 1A    | Rungholtplatz – Fachhochschule Kiel  | Rungholtplatz – Torfende – Schneiderkamp – Ansgarkirche – Dreiecksplatz – Andreas-Gayk-Straße – Hauptbahnhof – Gablenzstraße – Karlstal – Tiefe Allee – Fachhochschule Kiel             | 15,7 km | entspricht Verlauf der Linie 1 des Kernnetzes |
| 1B    | Suchsdorf West – Fachhochschule Kiel | Suchsdorf West – Schneiderkamp – Ansgarkirche – Dreiecksplatz – Andreas-Gayk-Straße – Hauptbahnhof – Gablenzstraße – Karlstal – Tiefe Allee – Fachhochschule Kiel                       | 16,4 km | bedient Korridor Suchsdorf West als Zweigstrecke der Linie 1 des Kernnetzes |
| 2A    | StrandOrt – Isarweg                  | StrandOrt – (Falckensteiner Straße) – Auberg – Ansgarkirche – Dreiecksplatz – Andreas-Gayk-Straße – Hauptbahnhof – Gablenzstraße – Karlstal – Am Langsee – Isarweg                      | 20,2 km | bedient Korridor Kieler Norden als Verlängerung der Linie 2 des Kernnetzes |
| 2A    | Schilksee – Isarweg                  | Schilksee – (Falckensteiner Straße) – Auberg – Ansgarkirche – Dreiecksplatz – Andreas-Gayk-Straße – Hauptbahnhof – Gablenzstraße – Karlstal – Am Langsee – Isarweg                      | 24,4 km | bedient Korridor Kieler Norden als Verlängerung der Linie 2 des Kernnetzes |
| 3     | Mettenhof – Dietrichsdorf            | Mettenhof – Exerzierplatz – Ziegelteich – Hauptbahnhof – Gablenzstraße – Karlstal – Tiefe Allee – Dietrichsdorf                                                                         | 15,6 km | entspricht Verlauf der Linie 3 des Kernnetzes |
| 4     | Projensdorf – (Neu-)Meimersdorf      | Projensdorf – Torfende – Ansgarkirche – (Prinzengarten) – Andreas-Gayk-Straße – Hauptbahnhof – Gablenzstraße – (Neu-)Meimersdorf                                                        | 15,2 km | bedient Korridore Kiellinie und Kieler Süden |
| 5     | Wik – Schulensee                     | Wik – Auberg – Ansgarkirche – Dreiecksplatz – (Prinzengarten) – Andreas-Gayk-Straße – Ziegelteich – Exerzierplatz – (Ringstraße/Kirchhofallee) – (Saarbrückenstraße Mitte) – Schulensee | 12,0 km | bedient Korridore Brunswiker Straße, Südfriedhof und Südwesten; Verlauf zwischen Wik und Dreiecksplatz entspricht Linie 2 des Kernnetzes; einzige Linie, die nicht über den Hauptbahnhof geführt wird |
| 6     | CITTI-PARK – RBZ Technik             | CITTI-PARK – (Saarbrückenstraße Mitte) – (Ringstraße/Kirchhofallee) – Hauptbahnhof Süd – Gablenzstraße – Karlstal – Am Langsee – RBZ Technik                                            | 06,1 km | bedient Korridor Südfriedhof und Abzweig Poppenrade; einzige Linie, die nicht über den Knoten Andreas-Gayk-Straße/Ziegelteich geführt wird                                                            |

### Neustrukturierung des Busnetzes
Mit der Einführung der Stadtbahn soll das gesamte Kieler ÖPNV-Netzes neu strukturiert werden, um eine deutliche Angebotsverbesserung in allen Teilen des Stadtgebiets zu erreichen, d. h. auch in den Stadtteilen, die nicht mit dem Stadtbahnnetz erschlossen werden.
Die Stadtbahn soll dabei das Rückgrat des künftigen Netzes bilden und die nachfragestärksten Verbindungen zwischen der Innenstadt und den äußeren Stadtteilen bedienen. Der Busverkehr soll hingegen die weniger frequentierten Radial- sowie Tangentialverbindungen und Linien mit vorrangig lokaler Erschließungsfunktionen bedienen. Gleichzeitig sollen die Takte auf den vom Bus bedienten Relationen verdichtet werden.
Im Rahmen der Trassenstudie wurde in enger Abstimmung mit dem ÖPNV-Aufgabenträger für die Landeshauptstadt Kiel und den Kieler Verkehrsbetrieben ein entsprechender Entwurf für ein neues Gesamtverkehrsnetz erarbeitet. Aufgrund ihrer besonders engen räumlich-funktionalen Verknüpfung mit Kiel wurden hierbei auch die westlich angrenzende Gemeinde Kronshagen und die entlang des Ostufers der Förde angrenzenden Gemeinden Mönkeberg, Heikendorf und Laboe betrachtet.
Ein weiterer Kernaspekt des neuen Netzes ist zudem die Optimierung der räumlichen Verknüpfung und der Abstimmung der Fahrpläne von Stadtbahn, Bus und Eisenbahn, um möglichst komfortable und attraktive Umsteigebeziehungen zwischen den einzelnen Verkehrsmitteln zu schaffen. Der zentrale Netzknoten wäre hierbei weiterhin der Hauptbahnhof.
Die integrierte Betrachtung bzw. Weiterentwicklung des Verkehrsnetzes ist zudem eine Voraussetzung für eine belastbare Bewertung des Kosten-Nutzen-Faktors im Rahmen der Standardisierten Bewertung und damit eine zwingende Voraussetzung für die Beantragung von Fördermitteln des Bundes und des Landes.
Da die Umsetzung der Stadtbahn in mehreren Stufen erfolgen soll, liegt nahe, dass das in der Trassenstudie skizzierte Gesamtverkehrsnetz – abgesehen vom grundsätzlichen Vorbehalt der weiteren planerischen Verfeinerung und Plausibilisierung – ebenfalls in mehreren Schritten entsprechend des Umsetzungsstands der Stadtbahn implementiert wird.

## Haltestellen

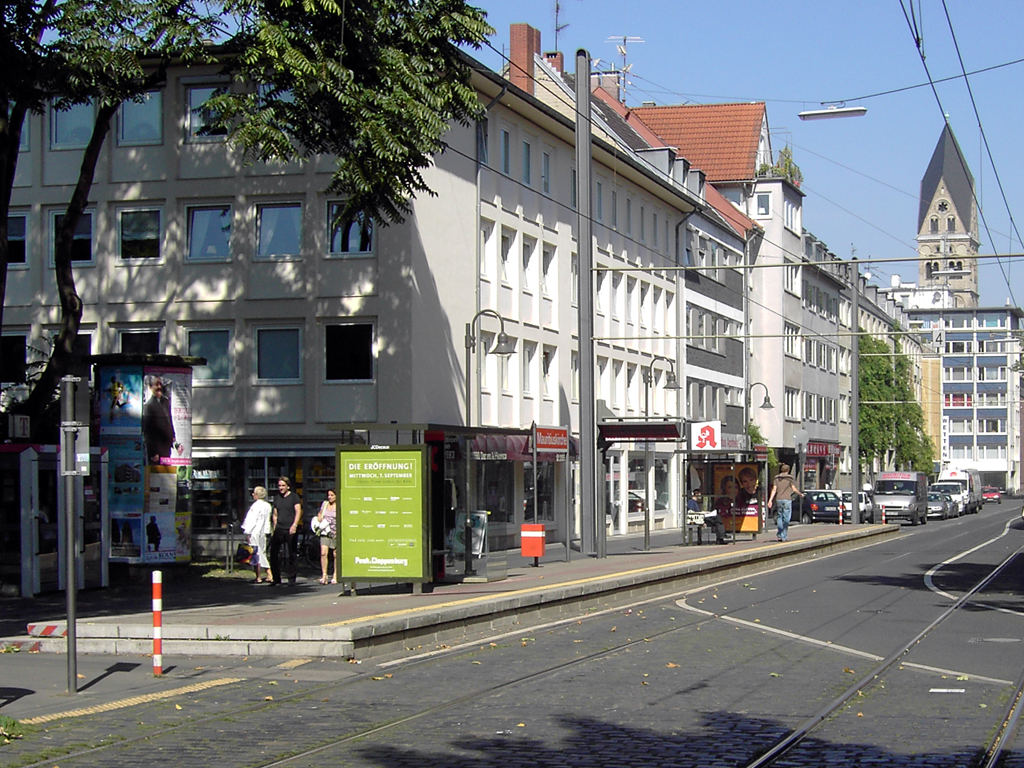
Alle Haltestellen sollen über Bahnsteige verfügen und so einen stufenlosen Zugang zu den Zügen ermöglichen. Im Bild ein Beispiel aus dem Niederflurnetz der Stadtbahn Köln

Das Kernnetz verfügt über 63 Haltestellen, wobei die Haltestellen Andreas-Gayk-Straße und Ziegelteich in unmittelbarer Nähe zueinander am südlichen Ende der Holstenstraße lägen und hier eine Art ZwillingsHaltestelle für die nach Norden verkehrenden Züge der Linien 1, 2 und 4 und die nach Westen verkehrenden Züge der Linie 3 bildeten.
Alle Haltestellen liegen oberirdisch auf Straßenniveau und verfügen über Bahnsteige mit einer einheitlichen Länge von 60 m und einer Höhe von 30 cm, sodass auf der gesamten Länge des Zuges ein barrierefreier Einstieg möglich ist.
Die meisten Haltestellen verfügen über zwei Seitenbahnsteige, ausgenommen hiervon sind u. a. die drei Endhaltestellen Fachhochschule Kiel, Rungholtplatz und Wik mit jeweils einem Mittelbahnsteig, die eingleisigen Haltestellen Aalborgring, Odensestraße und Grenzstraße sowie die viergleisige Haltestelle Hauptbahnhof. Die Haltestelle Andreas-Gayk-Straße ist als Doppelhaltestelle mit einer Bahnsteiglänge von jeweils 120 m geplant.
In Kreuzungsbereichen sind die beiden Richtungsbahnsteige vorwiegend versetzt zueinander in Fahrtrichtung hinter der Kreuzung angeordnet, sodass die Züge bei Abfahrt aus der Haltestelle nicht den querenden Verkehr abwarten bzw. nicht in den querenden Verkehr eingreifen müssen. An einigen weiteren Haltestellen sind die Bahnsteige ebenfalls versetzt zueinander angeordnet, um auf begrenzte Platzverhältnisse und/oder die vorrangigen und/oder komfortabelsten Fußgängerbeziehungen im Umfeld der Haltestelle zu reagieren.

## Trassierung

### Grundsätze der Trassenplanung

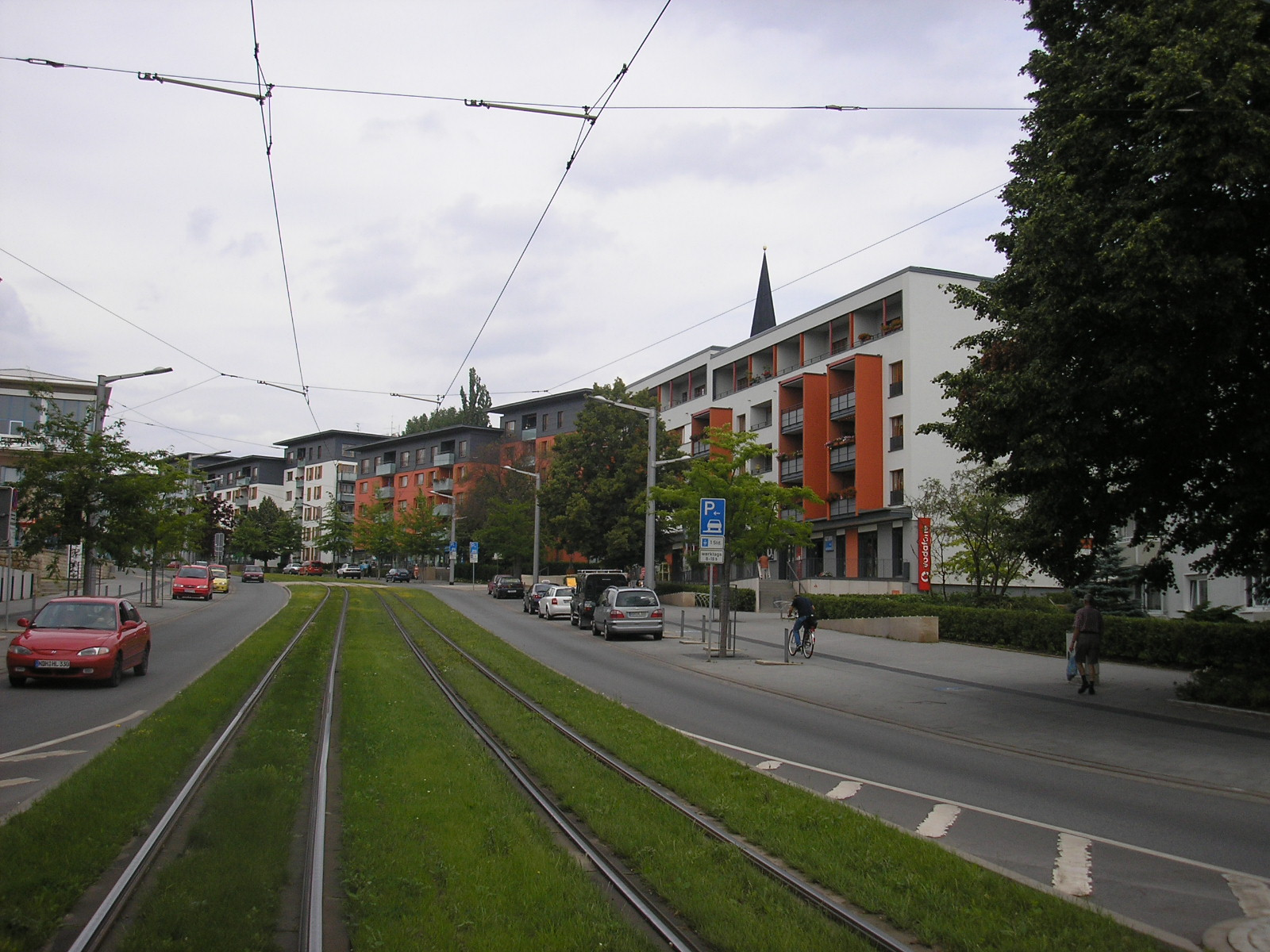
Die Stadtbahn soll grundsätzlich auf besonderem Bahnkörper geführt und mit Rasengleis (wie hier in Nordhausen) ausgestattet werden, der Bau der Trasse soll mit Maßnahmen zur städtebaulichen und freiraumplanerischen Aufwertung des Trassenumfeldes verbunden werden

Das System wird auf Grundlage der BOStrab geplant und im Rahmen der Trassenstudie wurden die Führung auf besonderem Bahnkörper im allgemeinen Straßenraum, der durchgehend zweigleisige Ausbau und die Bevorrechtigung an Kreuzungen als zentrale Qualitätskriterien bzw. zentrale Grundsätze der Trassenplanung definiert, um hierdurch Reisezeiten zu reduzieren und die Betriebsstabilität zu erhöhen. Eine hohe Stabilität ist insbesondere auf der Stammstrecke in der Innenstadt von Bedeutung, da hier auftretende Verspätungen und Betriebsstörungen sich auf alle Linien übertragen könnten. Streckenkreuzungen und Kreuzungen mit anderen Verkehrsarten, insbesondere mit dem MIV, sollen höhengleich erfolgen, Überwerfungsbauwerke sowie andere kostenintensive Ingenieurbauwerke wie Tunnel und eigene Brücken bzw. Viadukte sind grundsätzlich nicht vorgesehen.
Da das Netz mit Zweirichtungsfahrzeugen betrieben werden soll, entfällt die Notwendigkeit für Wendeschleifen an den Streckenenden. Gleichwohl sehen die Planungen im Süden des Stadtteils Mettenhof eine eingleisige und nur im Uhrzeigersinn befahrene Strecke entlang des Jütlandrings vor, der als Ringstraße die zentrale Erschließung der dortigen Wohnsiedlung bildet und sich daher für eine entsprechende Streckenführung anbietet.

### Elektrifizierung
Die Elektrifizierung des Netzes soll grundsätzlich über konventionelle Oberleitung mit 750-Volt-Gleichspannung erfolgen. Im Rahmen der Trassenstudie wurde jedoch ermittelt, dass entlang längerer Abschnitte des nordwestlichen und des nordöstlichen Streckenastes technische Anlagen, u. a. der Christian-Albrechts-Universität vorhanden sind, die vom zwischen Oberleitung (Stromzuführung) und Schiene (Rückleiter) induzierten elektromagnetischen Feld in so erheblicher Weise beeinträchtigt werden könnten, dass auf diesen Abschnitten praktisch nur ein oberleitungsfreier bzw. stromloser Betrieb und eine entsprechende Ausrüstung der Fahrzeuge mit Akkumulatoren in Betracht kommt. Im Rahmen der weiteren Planungsschritte soll vertiefend untersucht werden, ob und wie solche Abschnitte vermieden werden können, beispielsweise durch Verlegung der betroffenen Anlagen oder durch Installation einer Abschirmung. Oberleitungsfreie Strecken sollen grundsätzlich vermieden werden, da die erhöhte Fahrzeugmasse, die sich aus der lediglich für diese Abschnitte benötigten zusätzlichen Ausrüstung ergibt, erhöhte Anforderungen an den physischen Ausbau der gesamten Trasse stellt, z. B. zur Bewältigung erhöhter Achslasten auf Bauwerken.
Seit Beginn des 21. Jahrhunderts wurden bereits vereinzelt neue Straßenbahnsysteme mit oberleitungsfreien Streckenabschnitten realisiert, auf denen der Antrieb der Züge mittels Induktion, Stromschiene oder Akkumulatoren erfolgt. Diese Abschnitte wurden schwerpunktmäßig für städtebaulich und stadtgestalterisch besonders sensible Bereiche wie geschlossen historisch bebaute Innenstädte gewählt, in denen von einer besonders störenden Wirkung von Oberleitungsmasten und Fahrdrähten ausgegangen wurde. Dieser ästhetischen und baukulturellen Dimension oberleitungsfreier Abschnitte steht in Kiel bislang eine Betrachtung primär unter technischen bzw. sicherheitsbezogenen Gesichtspunkten gegenüber. Weiterhin ist festzuhalten, dass die Anzahl von Betrieben mit oberleitungsfreien Abschnitten insgesamt sehr gering ist und die entsprechenden Abschnitte mehrheitlich nur einen geringen Anteil am jeweiligen Gesamtnetz haben.

### Planerische Integration
Die im Rahmen der Herstellung der unabhängigen Stadtbahntrasse erforderliche Neuordnung des Straßenraums soll grundsätzlich mit der städtebaulichen und freiraumplanerischen Aufwertung des Verkehrsraums und weiteren Maßnahmen zur Förderung des Umweltverbundes verbunden werden. Hierzu gehören u. a. die grundsätzliche Ausführung des Oberbaus als Rasengleis und die weitgehende Begleitung der Stadtbahntrasse durch separate Fahrradwege, wobei der Großteil der Strecken bereits im Bestand über ausgebaute Fahrradwege verfügt. Geschlossener Oberbau (Asphalt, Pflaster u. a.) soll nur bei Trassenabschnitten verwendet werden, bei denen eine Überfahrbarkeit durch andere Fahrzeuge erforderlich ist wie z. B. in Knotenbereichen und bei kombinierten ÖPNV-Trassen, die neben der Stadtbahn auch durch Busse befahren werden. In städtebaulich weniger sensiblen Bereichen wie den überlandartigen Streckenabschnitten soll ausnahmsweise auch die Verwendung von Schottergleis möglich sein. Neben der Reduktion von Fahrspuren des Kfz-Verkehrs zugunsten der Umweltverbundes ist in einzelnen, kurzen Streckenabschnitten, insbesondere in der Innenstadt, die vollständige Schließung von Straßen bzw. Straßenabschnitten für den MIV möglich.

## Fahrzeuge

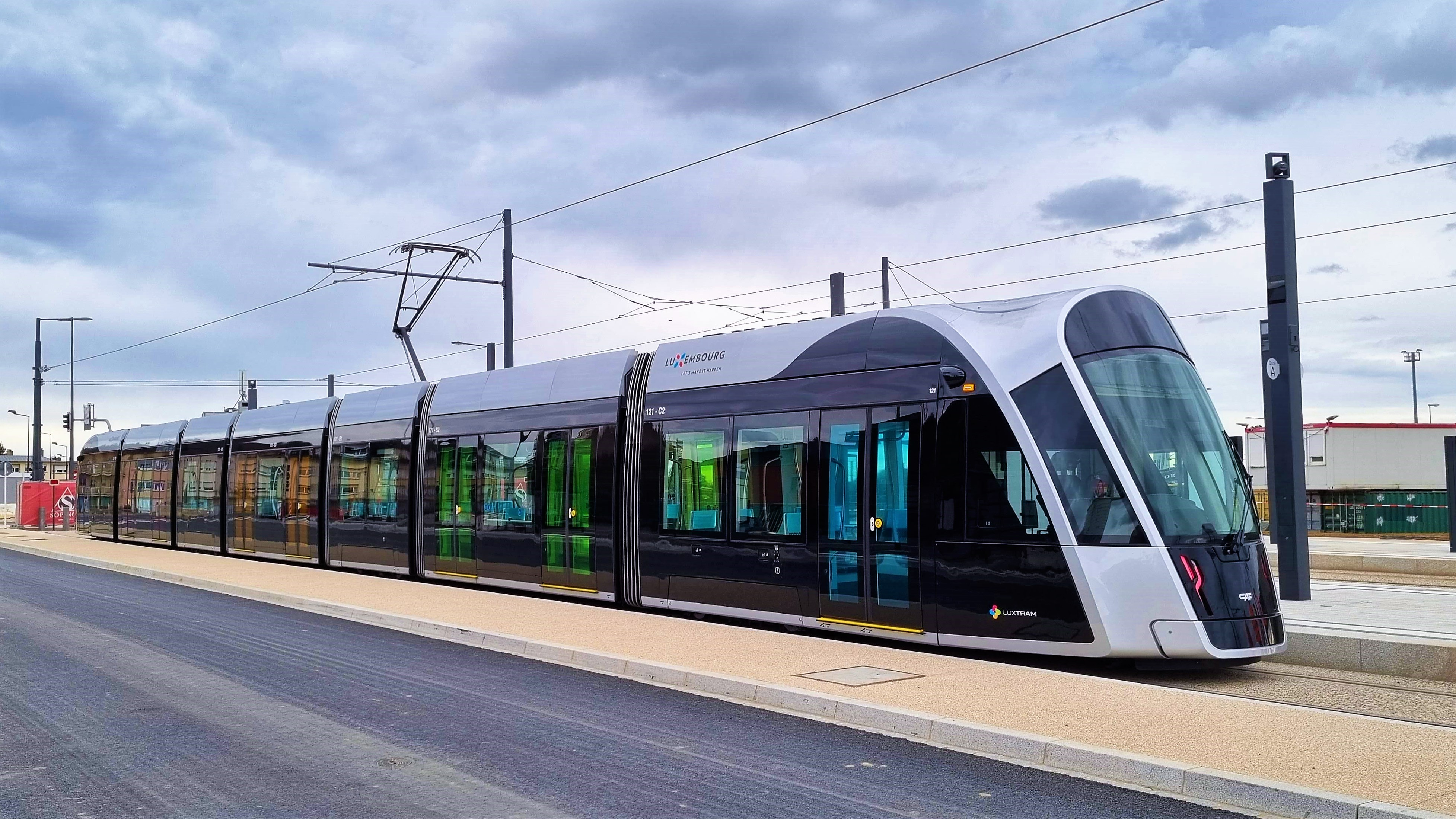
Baureihe CAF Urbos 3 bei der Straßenbahn der Stadt Luxemburg

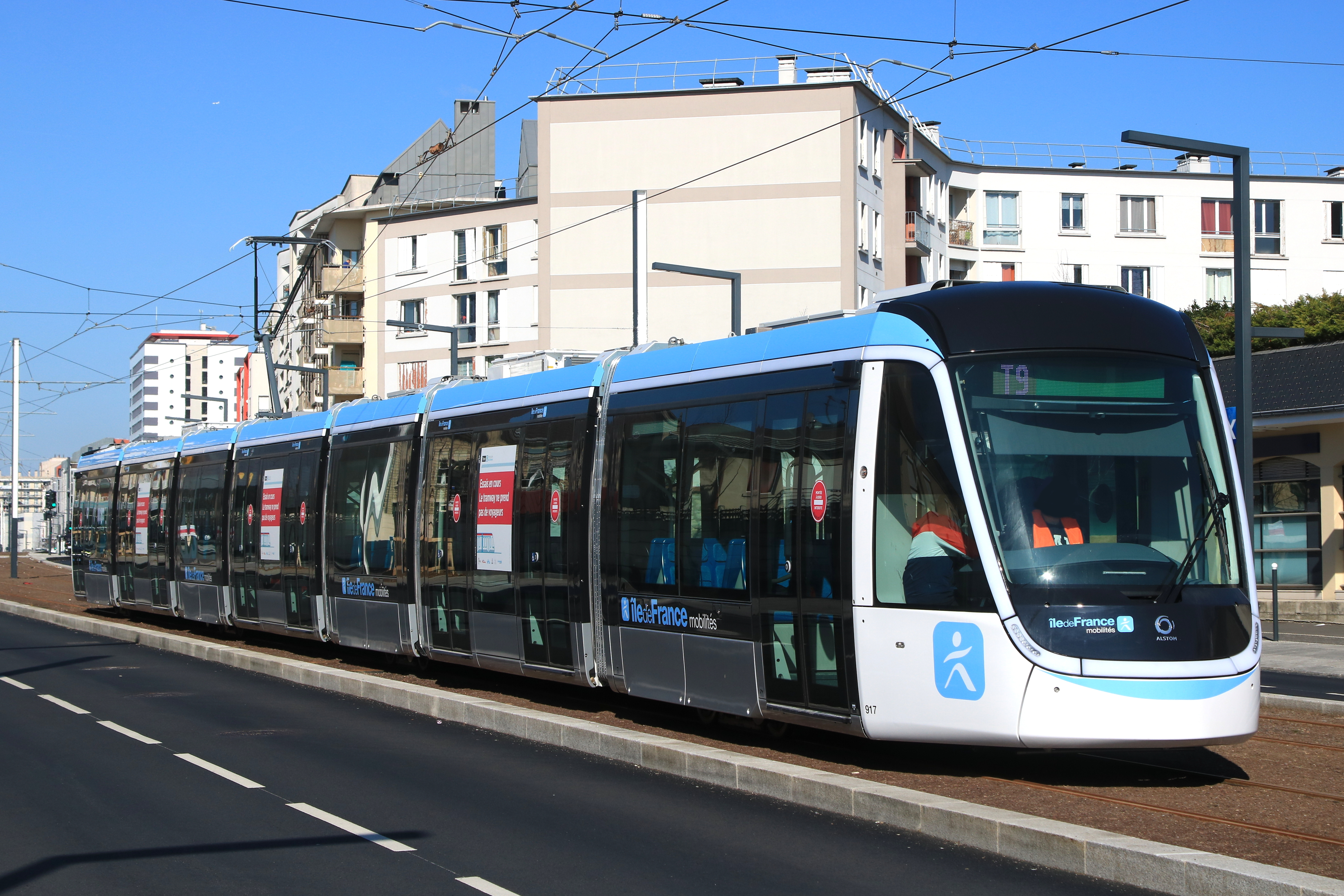
Baureihe Alstom Citadis 405 bei der Straßenbahn der Île-de-France (Großraum Paris)

Im Rahmen der Trassenstudie wurden 2,65 m breite, niederfluriges Zweirichtungsfahrzeuge in Drehgestell-, Kurz- oder Multigelenkbauweise mit einer Länge von 45 bzw. 54 m als Grundlage der Planung festgelegt, wobei auch der perspektivische Einsatz von über 60 m langen Fahrzeugen berücksichtigt wurde. Das größere Fahrzeug soll eine Beförderungskapazität von bis zu 375 Personen haben, davon mindestens 25 Prozent als Sitzplätze. Weiterhin sollen Mehrzweckflächen für Rollstühle, Kinderwagen, Gepäck und Fahrräder berücksichtigt werden.
Die Fahrzeuge sollen grundsätzlich über konventionelle Oberleitung mit 750-Volt-Gleichspannung elektrifiziert werden. Vor dem Hintergrund der im Rahmen der weiteren Planungsschritte näher zu untersuchenden möglichen Notwendigkeit oberleitungsfreier bzw. stromloser Streckenabschnitte (siehe hier) müssen die Fahrzeuge ggf. zusätzlich mit Akkumulatoren ausgestattet werden. Das System wird zudem grundsätzlich technologieoffen für alternative Antriebsarten (z. B. Brennstoffzellen) geplant und könnte bei entsprechender Marktreife dieser Alternativen angepasst werden.
Die Züge sollen eine Höchstgeschwindigkeit von 70 km/h erreichen können, wobei diese u. a. aufgrund der teilweise sehr geringen Haltestellenabstände von wenigen hundert Metern nicht in allen Teilen des Netzes erreicht werden dürfte.
Gängige Hersteller wie Alstom, CAF, Siemens und Stadler bieten mit modularen Plattformen wie Citadis, Urbos, Avenio und Tango entsprechend konfigurierbare Produkte an. Beispiele für bereits im Betrieb befindliche Fahrzeuge mit den genannten Spezifikationen sind die in Edinburgh und Luxemburg eingesetzten Modelle der Baureihe CAF Urbos 3 und die in Nizza und auf der Linie T9 der Straßenbahn Île-de-France eingesetzten Modelle des Typs Alstom Citadis 405.

## Kosten und Finanzierung
Im Rahmen der Trassenstudie wurde 2022 ein Finanzierungs- und Förderkonzept erarbeitet. Darin wurden die Gesamtkosten für das Kernnetz der Stadtbahn auf 984 Mio. Euro geschätzt. Angestrebt wurde eine weitgehende Finanzierung durch Fördermittel des Bundes im Rahmen des Gemeindeverkehrsfinanzierungsgesetzes sowie durch Fördermittel des Landes. Angelehnt an die gängige Förderpraxis bei ÖPNV-Projekten in anderen Städten wurde eine Finanzierung von 75 Prozent durch den Bund sowie weiteren 15 Prozent durch das Land berechnet, ausgenommen hiervon Kosten für Betriebshofstrecke, Betriebshof, Fahrzeuge und parallele städtebauliche Maßnahmen. Damit ergab sich ein Eigenanteil der Stadt Kiel von 462,6 Mio. Euro.
Am 5. Dezember 2024 unterzeichneten das Land Schleswig-Holstein und die Stadt Kiel eine Absichtserklärung zur weiteren Finanzierung der Stadtbahn. Das Land Schleswig-Holstein sichert zu, die Stadt Kiel bei den Mehrkosten der ersten Planungsstufen in Höhe von 700.000 Euro zu unterstützen und darüber hinaus 25 % der weiteren Planungskosten (bis zu 3,8 Millionen Euro) zu übernehmen.
Für die erste Inbetriebnahmestufe (IBS 1) wurden 2025 Gesamtkosten von 564 Mio. Euro und ein Anteil der Stadt Kiel von 272 Mio. Euro kalkuliert. Gegenüber 2022 wurden die vorliegende detailliertere Planung mit Anpassungen im Streckennetz sowie allgemeine Baukostensteigerungen berücksichtigt. Der volkswirtschaftliche Nutzen und damit die Förderfähigkeit der Stadtbahn wurde mit einem Nutzen-Kosten-Indikator von 1,4 nachgewiesen. Die Stadt Kiel strebt an, ihren Eigenanteil weiter zu senken. Dies könnte durch eine Auftragsvergabe nach einem sog. Allianzmodell erreicht werden oder indem Dritte an  Finanzierungs- und Leasingmodellen der nicht förderfähigen Kosten für Fahrzeuge und Betriebshof beteiligt werden. Darüber hinaus wird gemeinsam mit dem Land Schleswig-Holstein angestrebt, Mittel aus dem Sondervermögen Infrastruktur und Klimaneutralität für die Stadtbahn zu nutzen.

## Projekthintergrund und -verlauf

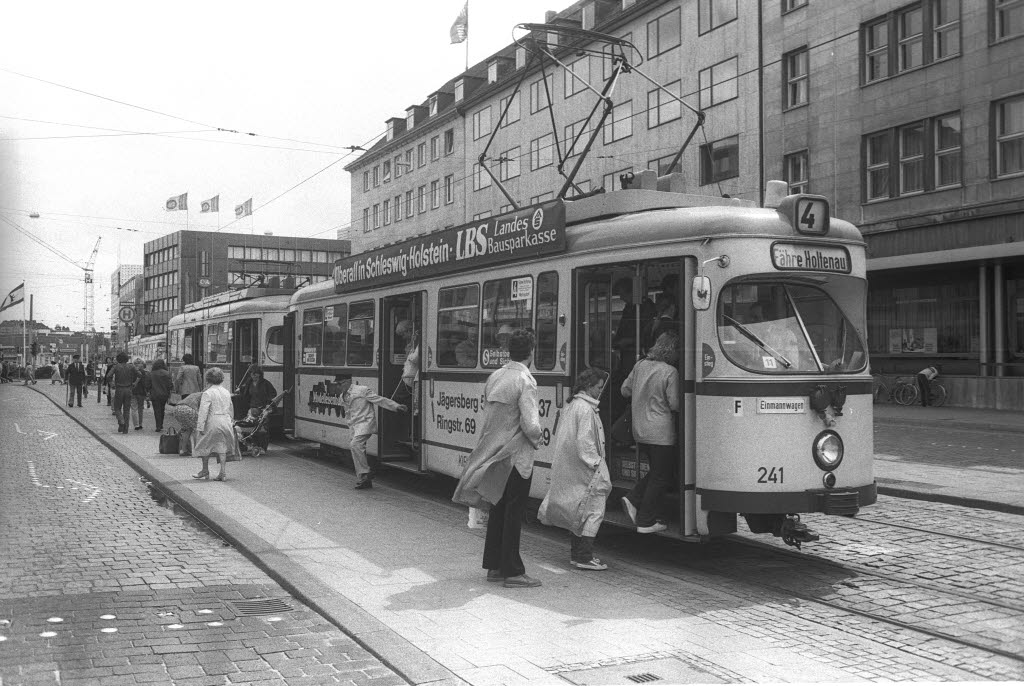
Zug der Linie 4 der früheren Kieler Straßenbahn im Jahr 1981, vier Jahre vor Stilllegung des Systems

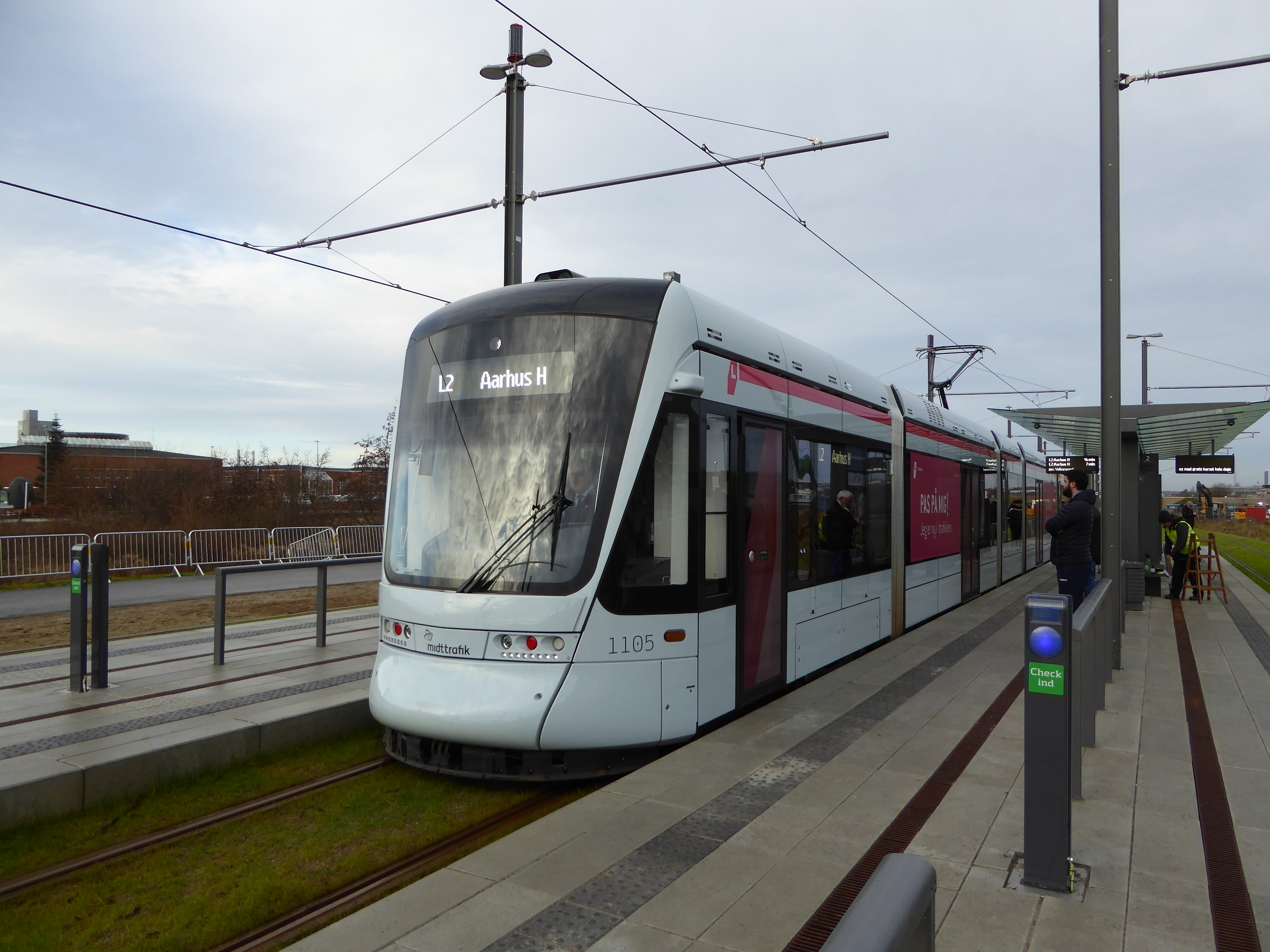
In die Planung des Kieler Systems flossen u. a. Erfahrungen aus der Planung der 2017 eröffneten Stadtbahn Aarhus ein

Die erste Kieler Straßenbahn bestand von 1881 (elektrischer Betrieb ab 1896) bis zur Stilllegung der letzten Linie im Jahr 1985. Kiel war damit die zweitletzte Stadt der Bundesrepublik, die ihr Straßenbahnsystem im Laufe des 20. Jahrhunderts aufgegeben hat – die letzte war Wuppertal 1987.
Der Begriff „Stadtbahn“ wurde in Kiel bereits vor der Einstellung der letzten Linie im Zusammenhang mit dem möglichen Ausbau des vorhandenen Netzes als Alternative zur Stilllegung verwendet. Günther Bantzer, 1965 bis 1980 Kieler Oberbürgermeister, führte im Herbst 1982 selbstkritisch aus: „Eine Straßen- oder Stadtbahn von Strande über die neuen Brücken am Nord-Ostsee-Kanal und die Schwentine bis nach Dietrichsdorf wäre durchaus optimal gewesen.“ Ab Ende der 1980er Jahre folgten von verschiedenen Seiten unterschiedlich weit ausgearbeitete Vorschläge zu neuen Stadtbahn-Systemen für Kiel. Hatte die Kieler Straßenbahn noch die seltene Spurweite von 1100 mm, so bestand mit einer Stadtbahn auf Normalspur die Möglichkeit, durch eine Verknüpfung zwischen Straßenbahn und Eisenbahn die vorhandene Schieneninfrastruktur auf Kieler Stadtgebiet in ein mögliches Stadtbahnnetz einzubeziehen. 1989 schlug der Förderverein Neue Produktion e.V. ein erstes solches Stadtbahnnetz vor. 1992 folgte ein ähnlicher Vorstoß der Kieler FDP-Ratsfraktion. Vier Jahre später brachte ein Gutachten der VCK Verkehrs-Consult Karlsruhe GmbH erneut „eine Stadtbahn rund um die Förde“ in die Diskussion ein. Dieses Konzept wurde bereits als „StadtRegionalBahn“ bezeichnet und sollte gemäß dem Karlsruher Modell weit in das Kieler Umland führen mit Endpunkten in Eckernförde, Rendsburg, Neumünster, Plön und Schönberg. Etwas kleiner fiel das Netz des zeitgleich veröffentlichten „Stadtbahn-Konzepts für die Region Kiel“ vom Forum Nahverkehr Kiel (FNK) aus, das bis Preetz, Schönberg und Felde reichen sollte.
Bis 2014 verfolgte die Stadt Kiel zusammen mit den angrenzenden Kreisen das Projekt der StadtRegionalBahn Kiel. Nachdem u. a. der Kreis Rendsburg-Eckernförde seine anteiligen Planungsmittel Ende 2014 nicht bewilligt hatte, erklärte der Kieler Oberbürgermeister Ulf Kämpfer das Projekt im Mai 2015 für gescheitert und regte gleichzeitig an, das Modell einer auf das Gebiet der Stadt Kiel beschränkten Stadtbahn weiter zu verfolgen. Mehrere Parteien griffen diese Initiative auf und im Januar 2016 beschloss die Kieler Ratsversammlung eine entsprechende Untersuchung des Systems Stadtbahn für Kiel. Im März 2018 beauftragte die Ratsversammlung den Oberbürgermeister, „die Einführung einer Stadtbahn vorzubereiten und die Planungen für die Pilotstrecke »schnellstmöglich« aufzunehmen.“
Im September 2019 wurde eine sog. Mobilitäts-Grundlagenstudie vorgestellt, die zu dem Ergebnis kam, dass ein Stadtbahn-System mit drei Linien durch die bevölkerungsreichsten Stadtviertel langfristig am günstigsten ist, um den Modal-Split-Anteil des ÖPNV in Kiel nachhaltig zu erhöhen. Die international tätige dänische Planungsgesellschaft Rambøll wurde im November 2020 beauftragt, bis Ende 2022 Trassen für eine mögliche Streckenführung zu untersuchen und auszuarbeiten. Dabei flossen u. a. die bei der Planung der Stadtbahn Aarhus gewonnenen Erkenntnisse ein. Das Ergebnis wurde im Oktober 2022 vorgestellt mit eindeutiger Präferenz für ein Stadtbahn-System.
Die Kieler Ratsversammlung entschied am 17. November 2022 mit den Stimmen aller Fraktionen mit Ausnahme der AfD für die Verfolgung der Stadtbahn und das in der Trassenstudie beschriebene Kernnetz. Am 26. Oktober 2022 hatten bereits die Fachausschüsse für Wirtschaft, Finanzen, Bauen sowie Inneres und Umwelt in einer gemeinsamen Sondersitzung den entsprechenden Anträgen zugestimmt und am 14. November 2022 hatten die Fraktions- und Parteivorsitzenden von SPD, CDU, Grünen, Linken, FDP und SSW eine gemeinsame Absichtserklärung unterzeichnet, in der sie sich für die Realisierung der Stadtbahn aussprechen und sich parteiübergreifende gegenseitige Unterstützung bei der Umsetzung des Vorhabens zusichern.
Das Vorhaben soll nunmehr unverzüglich in die Vorplanung überführt werden, die Entwurfs- und Genehmigungsplanung sollen 2025 aufgenommen werden. Im Falle einer zügigen Durchführung der Planungsverfahren, des Planfeststellungsverfahrens und der baulichen Umsetzung könnte die erste Ausbaustufe mit der Strecke vom Hauptcampus der Universität im Nordwesten der Stadt über die Innenstadt und den Hauptbahnhof nach Wellingdorf im Osten Kiels in Betrieb genommen werden. Es handelte sich hierbei um ein Teilstück der Linie 1, die im Endausbau Suchsdorf mit der Fachhochschule Kiel verbinden soll.
Unterstützung bekam das Projekt bereits vor der Systementscheidung auch von den Geschäftsleuten und Einzelhändlern der Holtenauer Straße, die einen wichtigen Hauptkorridor für das Stadtbahnnetz bilden soll. Die Stadt Kiel vereinbarten mit den Geschäftstreibenden als ersten Anliegern eine Zielvereinbarung zur Beteiligung an den weiteren Schritten zur Planung und Realisierung. Auch das Universitätsklinikum Schleswig-Holstein (UKSH) als größter Arbeitgeber der Stadt sprach sich für das Stadtbahnprojekt aus und erhoffte sich eine Anbindung in der ersten Ausbaustufe. Die direkte Anbindung des UKSH ist mit den Bausteinen A und B in den Erweiterungsplanungen enthalten, allerdings nicht Teil des zunächst zu realisierenden Zielnetzes.

## Typologische Einordnung des Systems

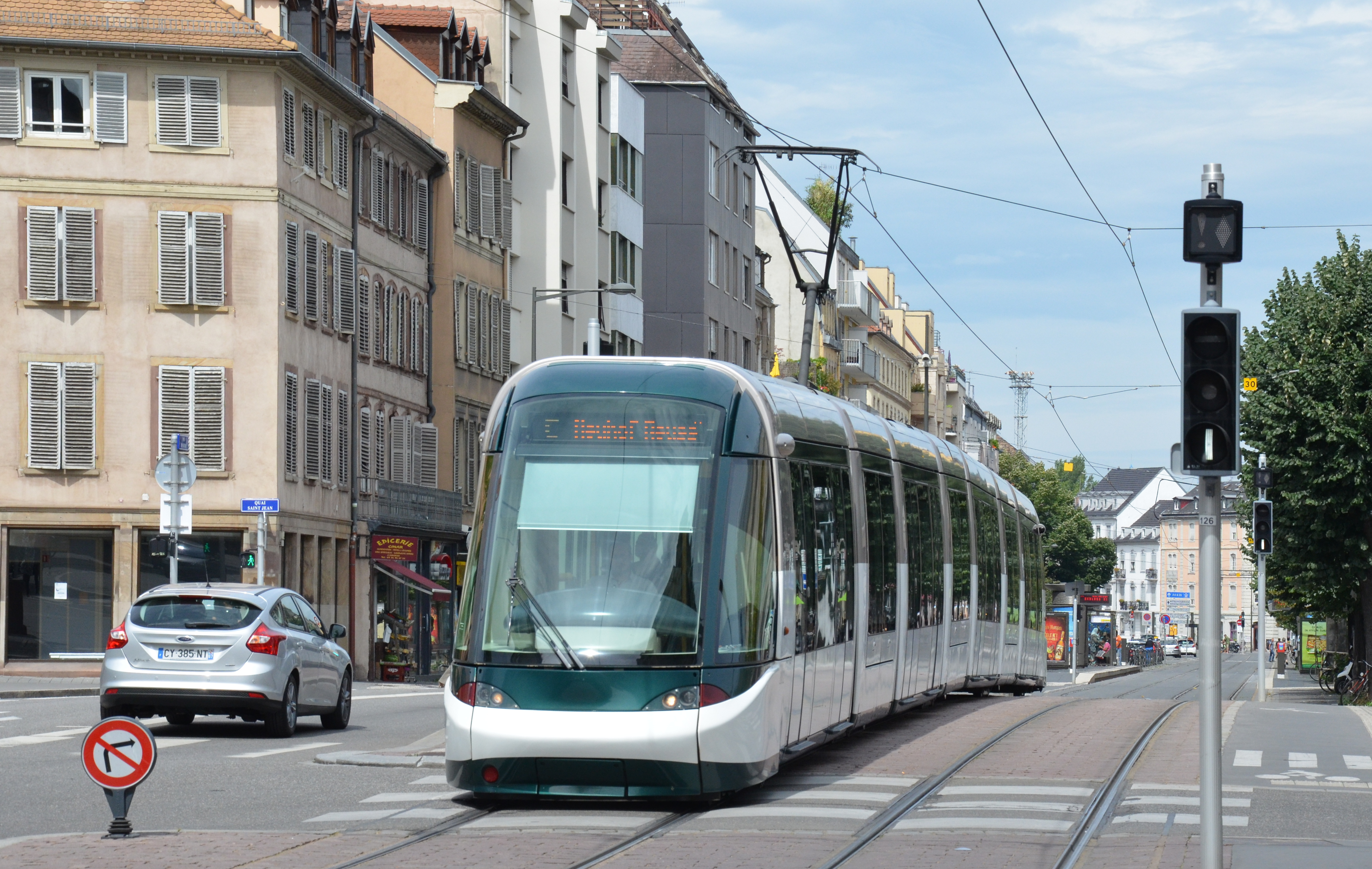
Das geplante System weist eine große konzeptionelle Nähe zu den seit den 1980er Jahren in Frankreich neu entstandenen Straßenbahnen auf; im Bild die Straßburger Straßenbahn

Das für Kiel geplante System unterscheidet sich aufgrund des hohen Anteils an besonderem Bahnkörper, der konsequenten Bevorrechtigung an Kreuzungen, der vollständigen Barrierefreiheit, der Beförderungskapazität und der Spitzengeschwindigkeit der Fahrzeuge und aufgrund des integrierten planerischen Ansatzes in Hinblick auf Verkehrsraumgestaltung, Freiraumgestaltung und Städtebau in erheblicher Weise von der früheren Kieler Straßenbahn. Das System weist aufgrund der genannten Merkmale insbesondere eine große konzeptionelle Nähe zu den seit den 1980er Jahren in Frankreich neu entstandenen Straßenbahnen (Grenoble, Straßburg, Bordeaux u. a.) auf, deren Planungsprinzipien bereits bei verschiedenen anderen neu angelegten Systemen und Neubaustrecken im Ausland adaptiert wurden (Barcelona, Teneriffa, Saragossa u. a.) und im Kontext der Renaissance der Straßenbahn zu betrachten sind.